# سونی اریکسون جی۲۱۰
سونی اریکسون ج۲۱۰ (به انگلیسی: Sony Ericsson J210)، یک‌نمونه از گوشی‌های تلفن همراه سری ج (به انگلیسی: J) شرکت سونی اریکسون می‌باشد که توسط همین شرکت به بازار عرضه شده‌است. 